# إيليا خوري
المطران إيليا خضر خليل خوري (1921 في الزبابدة - 5 كانون الثاني 2004 في عمّان) رجل دين وسياسي فلسطيني.
ولد في بلدة الزبابدة جنوب شرق مدينة جنين عام 1921. التحق بمدرسة شنلر الألمانية في القدس سنة 1933، وتخرج منها سنة 1941، يحمل دبلوم دار المعلمين، عمل في مدرسة الفرندز في مدينة رام الله أستاذاً للغة العربية والاجتماعيات، ثم انتقل إلى الكلية الأهلية في رام الله سنة 1945 أستاذاً للعربية والاجتماعيات، ثم أصبح سنة 1947 مساعداً لمدير شنلر بالقدس. تزوج من شقيقة كمال ناصر، أحد قياديي حركة فتح.

## دراسته
انتقل الى لندن ليتابع دراسته في اللاهوت في كلية أوكهيل (بالإنجليزية: Oakhill College)‏ بين عامي 1952 و1953، وحصل على الدبلوم في اللاهوت. كان قد انخرط في الكتابة في جريدة فلسطين حيث نُشرت له مقالات منذ عام 1956. رُسّم قسًّا للطائفة الإنجيلية العربية في بلدة بيرزيت، ومدينتي نابلس ورام الله منذ عام 1953.
انتقل إلى الولايات المتحدة الأميركية لمتابعة دراسته في كلية برتن في ولاية كولورادو وتخرج منها حاصلًا على شهادة الماجستير في اللاهوت في عام 1963. اعتقلته قوات الاحتلال الإسرائيلي في عام 1969 بتهمة مقاومة الاحتلال، ثم أبعدته السلطات الإسرائيلية عقب شهر من اعتقاله إلى الأردن.

## عمله
تطوع لإدارة مركز إسعاف اللاجئين والنازحين التابع لمجلس الكنائس للشرق الأدنى في عمّان. انتُخب عضوًا في المجلس الوطني الفلسطيني في عام 1971. أصبح راعيًا لكنيسة الفادي الإنجيلية الأسقفية العربية في عمان في عام 1972. شغل عضوية اللجنة التنفيذية لمنظمة التحرير الفلسطينية في عام 1974. انتُخب غيابيًا مطرانًا مساعدًا للطائفة الإنجيلية الأسقفية العربية في الشرق الأوسط في عام 1978، واستمر في منصبه هذا حتى عام 1992. انتُخب نائبًا لرئيس المجلس الوطني الفلسطيني عام 1996.
شغل منصب المطران المساعد في مطرانية القدس والشرق الأوسط؛ ومطران الكنيسة الإنجيلية الأسقفية العربية في الأردن.
كُرم المطران ايليا في حياته من عدة جهات محلية وعربية وعالمية. قلده الملك حسين بن طلال عند تقاعده من الكنيسة عام 1992 وسام الكوكب الأردني من الدرجة الاولى.

## وفاته وتخليده
توفي في عمّان يوم 5 يناير 2004.
في حزيران 2014 منحه الرئيس محمود عباس وسام نجمة القدس تقديرا لدوره النضالي في الدفاع عن فلسطين وتثمينا لمكانته الدينية والروحية ومواقفه و إسهاماته في مسيرة الثورة الفلسطينية.
في عام 2018 أطلقت بلدية الزبابدة اسم المطران ايليا خوري على احد شوارع البلدة الواصل من الشارع الرئيس وحتى كنيسة الروم الأرثوذكس.